# Clash (film, 1984)
Pour les articles homonymes, voir Clash et Clash (film).
Pour plus de détails, voir Fiche technique et Distribution.
Clash est un film franco-yougoslave réalisé par Raphaël Delpard et sorti en 1984.
C'est son dernier long métrage en tant que réalisateur.

## Synopsis
Martine accepte de passer la frontière avec l'argent d'un hold-up dont l'un de ses amis est l'organisateur. Alors qu'elle doit l'attendre dans une sinistre usine désaffectée, la jeune femme se laisse progressivement gagner par une angoisse de plus en plus vive, autant à cause de l'atmosphère de l'endroit que de confuses réminiscences de ses frayeurs enfantines. Surgit par ailleurs, après un ou deux jours, un mystérieux et inquiétant jeune homme, au mutisme infaillible et aux motivations incertaines. Se peut-il qu'il en veuille à la vie de Martine ou n'est-il que le fruit de son imagination torturée ?

## Fiche technique
- Réalisation et scénario : Raphaël Delpard
- Producteur : Jean Bolvary
- Production :  Promundi, Devenir Production
- Production étrangère : Croatia Film
- Distribution France : Les Films de la Gare
- Image : Sacha Vierny
- Musique : Jean-Claude et Angélique Nachon
- Montage : Gérard Le Du
- Durée : 92 minutes
- Genre : horreur
- Restrictions : interdit aux moins de 12 ans
- Dates de sortie : 
  - janvier 1984 (Festival international du film fantastique d'Avoriaz)
  - 8 février 1984 (sortie nationale française)

## Distribution
- Catherine Alric : Martine
- Pierre Clémenti : Le jeune homme
- Bernard Fresson : Be Schmuller
- Vjenceslav Kapural et Christian Forges : Clochards
- Jean-Claude Benhamou : Salomon
- Igor Galo : David
- Iva Potocnik : Martine enfant
- Rikard Brzeska : L'homme à la canadienne